# Valdeolea
Valdeolea è un comune spagnolo di 1 240 abitanti situato nella comunità autonoma della Cantabria, comarca di Campoo-Los Valles.
È posto in un ambiente naturale collinare attraversato dal fiume Camesa e dai suoi numerosi affluenti, con borghi di case di pietra e diverse chiese romaniche dichiarate bien de interés cultural.
Il comune è formato da 19 centri abitati: Barriopalacio, Bercedo, Camesa, Castrillo del Haya, Cuena, El Haya, Las Henestrosas de las Quintanillas, Hoyos, La Loma, Mata de Hoz, Mataporquera (capoluogo), Matarrepudio, Olea, La Quintana, Las Quintanillas, Rebolledo, Reinosilla, San Martín de Hoyos e Santa Olalla. Mataporquera oltre ad essere capoluogo è di gran lunga il centro più grande con circa 1 000 abitanti; è situato all'altitudine di 953 metri s.l.m. e dista 92 km da Santander, capitale della Cantabria.
Nodo ferroviario, la sua economia si basa soprattutto sul settore dei servizi, in particolare sul turismo d'arte, che occupano quasi la metà della popolazione attiva (45,8%), mentre il 38,3% trova occupazione nel settore secondario (industria 24,9% ed edilizia 13,4%). Il capoluogo è infatti sede del maggiore cementificio della Cantabria grazie alla "Cementos Alfa" e ad altre numerose piccole industrie. Il settore agropastorale occupa il 15,8% della popolazione attiva soprattutto nell'allevamento del bestiame ovino e bovino.
Grazie all'installazione delle linee ferroviarie e di diverse industrie nel territorio comunale, la popolazione del comune ebbe un notevole aumento nella prima metà del XX secolo passando dai 2 335 del 1900 ai 4 532 del 1950, ma l'emigrazione giovanile causata soprattutto dalla chiusura di diverse aziende industriali determinò negli anni successivi una forte diminuzione, sicché nel 2000 si contarono solo 1 503 abitanti. Questa tendenza persiste accentuata anche dal notevole invecchiamento della popolazione che ha un'età media di 49,9 anni.

## Storia
In prossimità del fiume Camesa esistono otto menhir che sono databili al neolitico, numerosi sono pure i resti del periodo castrense della preistoria e i resti dei periodi romani e medievali. Nell'epoca romana la zona aveva particolare importanza perché era attraversata dalla strada che univa Pisoraca, l'attuale Herrera de Pisuerga a Portus Blendium, oggi Suances.
Nel X secolo durante il regno delle Asturie di Alfonso III, Videolea e i suoi dintorni risultano appartenere al territorio chiamato Campo Pau e in un documento del 1193 relativo ad una donazione al vescovo di Burgos da parte del re di Castiglia Alfonso VIII, questo territorio è indicato col nome di Campoo. Nel 1351 figura appartenere alla Merindad de Aguilar de Campoo e la popolazione si articola in 14 centri dotati di propri consigli che nei secoli XIV e XV si raggrupparono nel consiglio di Valdeolea, che si costituì in comune costituzionale nel 1835 entro i confini attuali.

## Monumenti e luoghi d'interesse
Il territorio è ricco di siti archeologici come gli otto menhir presso la riva orientale del fiume Camesa, il sito del Monte Orneda, dichiarato bene d'interesse culturale col castrillo de del Hoja in cui si sovrappongono rovine dei periodi castrense, romano e medievale e il sito di Camesa - Rebolledo, pure dichiarato "bien de interés cultural", con i resti di una residenza romana che nel Medioevo ospitò una necropoli. Altri resti romani sono quelli di tratti della Calzada romana di Quintana, strada selciata che univa la Meseta castigliana alla Costa cantabrica.
Di epoca medievale sono le rovine del Torrejon de las Menestrosas posto su una piccola elevazione del terreno che facevano parte di una casa nobile con torre, circondata da una cerchia di mura e da un fossato appartenente a Gonzales de Lucio fatta distruggere dal re di Castiglia Pietro I come rappresaglia per il tradimento del nobile Gonzalez.
Valdeolea possiede un notevole e ricco patrimonio di architettura romanica religiosa delle chiese dichiarate beni d'interesse culturale di Santa Eulalia a La Toma, risalente al 1174, Santa Maria de las Henestrosas de las Quintamillas nella località omonima del XII secolo, San Juan Bautista a Mata de Hoz, dello stesso secolo. Queste chiese sono tutte dotate di pitture murali tardomedievali di uno stesso autore del XV secolo. Altre chiese notevoli sono: Santa Maria ad Olea, romanica modificata nei secoli XVI e XVII, San Miguel ad Olea piccola ermita (cappella) del XII secolo riformata nel 1565, San Isidoro a Reinesilla, di origine romanica, Santa Maria del XVIII secolo ad Hoyoz e, in questa stessa località, San Martin di origine romanica, infine Santa Eulalia a Mataporquera del XVI secolo.